# 皮通山 (月球)
皮通山(Mons Piton)是月球雨海东部一座孤立的山丘，位于阿里斯基尔环形山西北。它的正东面是已被熔岩淹没的卡西尼环形山，西北偏西坐落着皮亚兹·史密斯陨石坑。该山丘的北面和东北是构成月海东北侧边缘的阿尔卑斯山脉。
该山丘月面座标为北纬40.6°、西经1.1°，占地面积25公里，其外形沿西北向稍长，有向南、向西和西北的山脊线。山峰高度2.3公里，为阿尔卑斯山脉中的典型山峰，但它比勃朗峰低许多，勃朗峰高度有3.6公里。由于它是月海中一座孤立的山丘，因此，每当月球黎明或黄昏时分，在阳光的斜照下，该山丘的阴影显得十分突出。
在月海南面，有一对以该山丘命名的卫星陨坑(见下方)，西南偏南是月海中一道被命名为"皮通伽玛"(γ)的低矮山脊结构。

## 名称来源

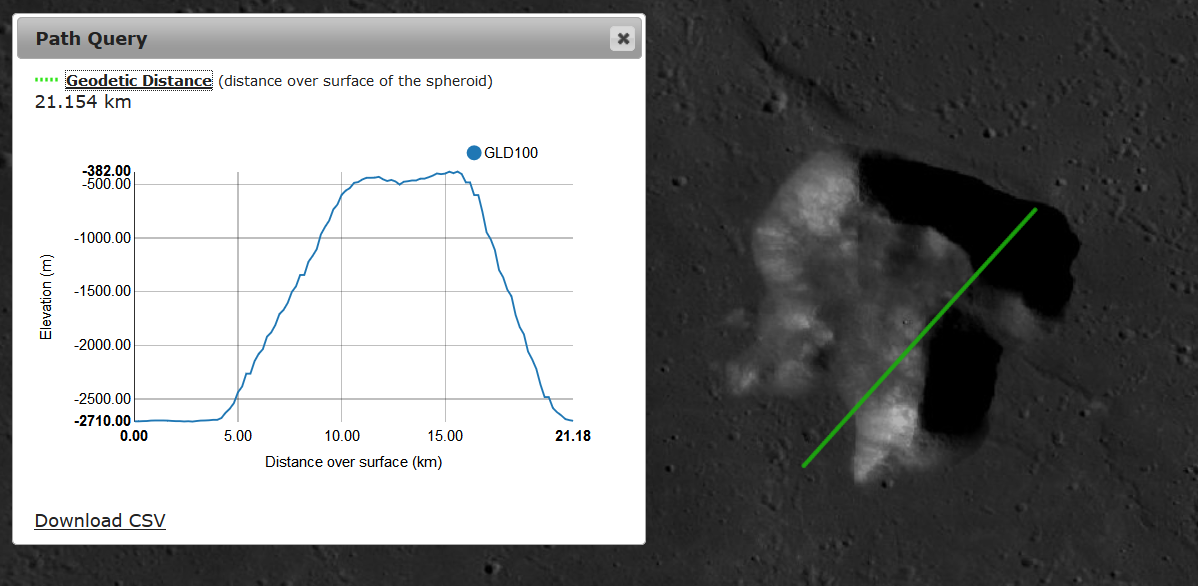
皮通山，来自月球勘测轨道飞行器获得的数据，显示了整个山丘的高度(从左至右的高度.)

在国际天文联合会的档案中，"皮通山"这一名称取自加那利群岛中特内里费岛上的“皮通山”，其实这是一个误会。"皮通"(Piton)一名源自法语中的术词“山峰”，该名称最早在1864年由英国天文学家约翰·李(John Lee)引入，其意是特内里费山脉的山峰之一。该名字本身是通用的，类似于约翰·希罗尼穆斯·施罗特命名的皮科山，在此他使用的是西班牙语中的“峰”（Pico）。

## 卫星陨石坑
按惯例，最靠近皮通山的卫星坑，将在月图上通过在其中心点旁放置一字母而标示出来。
| 皮通 | 纬度    | 经度   | 直径   |
| ---- | ------- | ------ | ------ |
| A    | 39.8° N | 1.0° W | 6 公里 |
| B    | 39.3° N | 0.1° W | 5 公里 |

## 另请参阅
- 月球山脉高度列表